# El secreto de María
El secreto de María (en francés, Le secret de Marie) es un libro escrito por San Luis María Grignion de Montfort, que trata de la devoción católica hacia la Virgen María. Fue precedido por Tratado de la verdadera devoción a la Santísima Virgen y sucedido por El Secreto admirable del santísimo rosario siendo así parte de una trilogía sobre espiritualidad mariana escrita por el santo en el siglo XVIII en Francia.

## Contexto y descripción
El secreto de María fue escrito después del Tratado de la verdadera devoción a la Santísima Virgen; presenta la misma doctrina descrita en el Tratado, pero de una forma mucho más concisa y breve.
En la introducción llamada "El gran secreto para ser santo", parece ser que dedica el libro a alguien, probablemente a alguno de sus hermanos, a quien le dice que está revelando un secreto: "Aquí hay un alma secreta o predestinada que el Altísimo me reveló, y que no pude encontrar en ningún libro, ni viejo ni nuevo"., que como tal no puede ser revelado ("sino a personas merecedoras"), por lo que requiere cierta preparación antes de leerlo: "Antes, sin embargo, para satisfacer tu ardiente y natural deseo de saber la verdad, recita de rodillas el Ave Maris Stella y el Veni Creator, para pedirle a Dios la gracia para comprender y probar este misterio divino".
La obra se divide en dos partes; en la primera, al igual que en el Tratado, explica la necesidad de santificarse a través de María, describiendo el papel que desempeñó ella ante Dios y los hombres y reafirmando la necesidad de la devoción mariana. Sin embargo, en la segunda parte, el libro se centra más en la "verdadera devoción", pasando por la esclavitud y consagración a Jesús por María y finalmente, la conclusión, titulada "El Árbol de la Vida" o "La manera de hacer que María viva y reine en nosotros".

## Contenido

### La necesidad de santificación a través de María
El libro está dividido en dos partes. En la primera parte, al igual que en el "Tratado", explica la necesidad de santificarse a través de María y describe el papel que María tuvo con Dios y los hombres, y reafirma la necesidad de la devoción mariana. En la segunda parte, en cambio, se presenta la "verdadera devoción", sin describir las "devociones falsas", se resumen los tipos de devoción en tres puntos:
- "La primera devoción consiste en cumplir los deberes de un cristiano, evitando el pecado mortal, trabajando más por el amor que por el temor, orando a la Virgen de vez en cuando y honrándola como Madre de Dios, sin hacerla objeto de particular devoción".
- «La segunda devoción consiste en alimentar a la Virgen con sentimientos más perfectos de estima, amor, confianza y veneración».
- "La tercera devoción va para María Santísima, conocida y practicada por muy poca gente, esto es lo que estoy a punto de revelarte, o alma predestinada"

### La esclavitud en Jesús para María
Luego propone el concepto de "esclavitud en Jesús para María" que resume los tres tipos de esclavitud: "[...] El primero es la esclavitud en la naturaleza: los hombres buenos y malos son esclavos de Dios de esta manera. El segundo es la esclavitud por la fuerza, y los esclavos de Dios de esta manera son los demonios y los condenados. La tercera es la servidumbre del amor y el deseo, y es una con la que tenemos que dedicarnos a Dios a través de María, es decir, de la manera más perfecta en la que una criatura puede dar a su Creador.
Especificó la diferencia entre un sirviente y un esclavo: "Un sirviente exige un salario por sus servicios; un esclavo no puede exigirlo. Un sirviente es libre de dejar al maestro cuando le gusta, porque no lo necesita por un tiempo; el esclavo no puede abandonarlo correctamente, perteneciendo a él para siempre; El siervo no le da al maestro ningún derecho de vida o muerte sobre su persona; el esclavo, por otro lado, se entrega tan completamente que el amo podría hacerlo morir sin ser acosado por la justicia ". 
También se reanuda la "consagración a Jesús a través de María", indicando la importancia y los efectos que esto trae a quienes lo practican, y resumiendo esquemáticamente las prácticas internas y externas que deben ser practicadas por aquellos que se consagran.

### El árbol de la vida
Por último, se presentan dos oraciones a Jesús y María que no están presentes en el "Tratado" u otros libros, así como la conclusión de que se llama "El árbol de la vida, que es la manera de vivir y reinar en nosotros María": "Si encontraste el tesoro escondido en el campo de María. [...] Si el Espíritu Santo ha plantado en su alma el verdadero árbol de la vida, que es la devoción que les he dado, se debe hacer todos los esfuerzos en el cultivo de ella, porque va a dar fruto a su debido tiempo ".
Explica con 7 puntos como "cultivo" este "árbol de la vida", porque si se cultiva "en poco tiempo va a crecer tan alto, que las aves del cielo habitarán allí, y llegará a ser tan perfecto, que, finalmente, en el momento adecuado le dará su fruto honor y gracia, es decir, el adorable y adorable Jesús, que fue y siempre será el único fruto de María ":
- "Este árbol está plantado en un corazón muy fiel, le gusta estar al aire libre, sin ningún tipo de apoyo humano: este árbol, siendo divina, siempre que huye de cualquier criatura que podrían impedirle a la altura de su principio, Dios." .
- "Es necesario que el alma, donde se planta este Árbol, esté ocupada sin descanso, mire y mire como un buen jardinero. Dado que este árbol, estando vivo y teniendo que dar fruto de la vida, quiere ser cultivado y prosperado por una mirada continua y la contemplación del alma; de hecho, es un alma, que aspira a ser perfecta, pensar en ella continuamente, convertirla en la ocupación principal ".
- "Hay que erradicar y truncar la cardos y espinas, lo que podría estrangular el árbol o que dejara de producir su fruto: debemos, es decir, ser fiel a corte y corte, con la humillación y la violencia a sí mismo, todos los placeres innecesarios y vanas ocupaciones con criaturas; en otras palabras, crucifica la carne, observa el silencio, mortifica los sentidos ".
- "Es necesario que las orugas no lo dañen". Estas orugas son el amor a sí mismas y a sus propias comodidades [...] y con el amor de María no están de acuerdo en absoluto ".
- "Debemos mantener alejadas a las bestias, que son los pecados, que podrían secar el Árbol de la Vida con su único contacto. [...] ».
- "Debemos regar continuamente este Divino Árbol con Misas, Comuniones y otras oraciones públicas o privadas, de lo contrario no daría más fruto".
- "No debemos preocuparnos si este Árbol está agitado y sacudido por el viento; porque es necesario que el viento de las tentaciones lo invierta para hacerlo caer, y las nieves y el hielo lo rodeen para hacerlo morir; lo que significa que esta devoción a la Virgen María necesariamente será combatida y contradicha; pero mientras sea constante cultivándolo, nada debe temerse. El fruto del Árbol de la vida es el adorable y adorable Jesús. [...] ».

Concluye El secreto de María colocando la oración de consagración en el apéndice con el que concluye El amor de la sabiduría eterna .